# Artëm Chadžibekov
Artëm Aleksandrovič Chadžibekov (in russo Артём Александрович Хаджибеков?; Obninsk, 20 aprile 1970) è un ex tiratore a segno russo.
Ha partecipato a cinque edizioni dei Giochi olimpici (1996, 2000, 2004, 2008 e 2012).

## Palmarès

### Olimpiadi
- 2 medaglie:
  - 1 oro (Atlanta 1996 nella carabina 10 metri aria compressa)
  - 1 argento (Sydney 2000 nella carabina 10 metri aria compressa)